# Charlotte Mærsk
Die Charlotte Mærsk ist ein Vollcontainerschiff der Mærsk-C-Klasse.

## Allgemeines
Das Schiff wurde 2001/2002 als fünftes Schiff der Klasse unter der Baunummer L181 auf der zur A.-P.-Møller-Mærsk-Gruppe gehörenden Werft Odense Staalskibsværft gebaut. Die Kiellegung des Schiffes erfolgte am 15. Oktober 2001. Abgeliefert wurde es am 22. März 2002.

## Technische Daten und Ausstattung
Das Schiff wird von einem Zwölfzylinder-Dieselmotor von Wärtsilä Sulzer (Typ: 12RTA96C) mit 63.917 kW Leistung angetrieben. Der Motor wirkt auf einen Propeller. Das Schiff ist mit einem Bugstrahlruder ausgerüstet. Für die Stromversorgung an Bord stehen vier Dieselgeneratoren mit jeweils 3000 kW Leistung zur Verfügung.
Die Decksaufbauten befinden sich im hinteren Drittel des Schiffes. Vor dem Deckshaus befinden sich 15 Laderäume, dahinter fünf. Oberhalb der Manöverstation am Heck des Schiffes können weitere Container an Deck geladen werden. An Deck können 17 Container nebeneinander und bis zu acht Lagen übereinander gestaut werden. Für die unteren beiden Lagen befinden sich ab Luke 6 Cellguides an Deck. Vor dem vordersten Laderaum befindet sich ein Wellenbrecher zum Schutz vor überkommendem Wasser.
Das Schiff kann 10.457 TEU laden, darunter 700 Kühlcontainer. Bei einer homogenen Beladung mit 14 t schweren Containern beträgt die Kapazität 6600 TEU. Maersk Line vermarktet das Schiff mit einer Kapazität von 8194 TEU.

## Brand im Juli 2010
| \| Ort der Havarie \| |
| Ort der Havarie       |

Am Abend des 7. Juli 2010 brach an Bord des Schiffes ein Feuer im Bereich der Deckscontainer auf Luke 6 aus. Das Schiff, das im Liniendienst zwischen Europa und Asien eingesetzt war, befand sich zu diesem Zeitpunkt mit einer 21-köpfigen Besatzung aus Dänemark, der Ukraine, Indien und den Philippinen, in der Malakkastraße auf dem Weg von Port Klang in Malaysia nach Salala in Oman. Das Feuer breitete sich rasch im Bereich der Deckscontainer auf Luke 6 aus. Es wurde zunächst mit Bordmitteln bekämpft.
Am Vormittag des 8. Juli wurde der Versuch unternommen, das Feuer mithilfe eines Löschflugzeuges zu löschen. Dies war jedoch nicht erfolgreich, so dass die Brandbekämpfung an Bord weitergeführt wurde. Im Verlauf des Tages erreichten Hilfsschiffe den Havaristen, so dass das Feuer nun auch von der Wasserseite aus bekämpft werden konnte.
Im Verlaufe des Nachmittags des 8. Juli war das offene Feuer weitgehend gelöscht. Der betroffene Bereich war jedoch sehr heiß und es waren noch Brandnester vorhanden, außerdem brannte es noch innerhalb von Containern. Am Abend des 9. Juli erreichten Brandbekämpfer, die aus den Niederlanden eingeflogen worden waren, das Schiff und übernahmen die weitere Brandbekämpfung an Bord, die in der Folgezeit fortgesetzt wurde.
Am 18. Juli lief das Schiff Tanjung Pelepas in Malaysia an. Hier wurde die Ladung gelöscht und das Schiff auf Schäden untersucht, die anschließend repariert wurden. Bei dem Brand wurden rund 160 Container beschädigt und teilweise zerstört. Die genaue Ursache des Feuers konnte nicht ermittelt werden, es wurde aber angenommen, dass das Feuer in einem an Deck geladenen Container mit Methylethylketonperoxid (UN-Nr. 3015) ausgebrochen war. Das Schiff hatte auf der Luke, die von dem Feuer in erster Linie betroffen war, auch mehrere Container mit Calciumhypochlorit geladen, das als Oxidationsmittel wirkt und schon für mehrere Feuer auf Containerschiffen verantwortlich war.
Die Besatzung des Schiffes erhielt später von der IMO für den Einsatz eine Belobigung.